# Clublagoon
Clublagoon – pierwszy album studyjny zespołu Blue Lagoon, wydany w lutym 2005 roku przez wydawnictwo muzyczne Kosmo Records. Album zawiera 16 kompozycji oraz dwa teledyski do singli „Break My Stride” i „Do You Really Want To Hurt Me?”.
Album dotarł do 33. miejsca listy Germany Albums Top 50 oraz do 36. pozycji w notowaniu Sweden Albums Top 60.

## Lista utworów
Sporządzono na podstawie materiału źródłowego.
1. „Blessed”
2. „I Won't Let You Down”
3. „The Best”
4. „Break My Stride”
5. „Biscuit”
6. „Oxygen”
7. „Do You Really Want To Hurt Me?”
8. „Club Lagoon”
9. „Stop That Train”
10. „In Da Dancehall”
11. „You Don't Love Me (No, No, No)”
12. „Chocolatino”
13. „Souljah's Wisdom”
14. „Love Is The Key”
15. „Now That We Found Love”
16. „Jah Call”
17. „Break My Stride” (video)
18. „Do You Really Want To Hurt Me?” (video)